# Fossa infratemporal
A fossa infratemporal é uma cavidade de forma irregular, situada abaixo e medial do arco zigomático.
Ela contém os seguintes nervos: nervo mandibular, nervo alveolar inferior, nervo lingual, nervo bucal, nervo da corda do tímpano e o gânglio óptico.